# Wielozarodnikowiec białokremowy
Wielozarodnikowiec białokremowy (Sistotremastrum niveocremeum (Höhn. & Litsch.) J. Erikss.) – gatunek grzybów z klasy pieczarniaków (Agaricomycetes).

## Systematyka i nazewnictwo
Pozycja w klasyfikacji według Index Fungorum: Sistrostremastrum, Sistotremastraceae, Sistotremastrales, Incertae sedis, Agaricomycetes, Agaricomycotina, Basidiomycota, Fungi.
Po raz pierwszy takson ten zdiagnozowali w 1908 r. Franz von Höhnel i Viktor Litschauer nadając mu nazwę Corticium niveocremeum. Obecną, uznaną przez Index Fungorum nazwę nadał mu w 1958 r. John Eriksson.
Synonimy:
- Corticium niveocremeum Höhn. & Litsch. 1908
- Odontia subalbicans (Pers.) Bres. 1903
- Paullicorticium jacksonii Liberta 1962
- Paullicorticium niveocremeum (Höhn. & Litsch.) Oberw. 1966
- Paullicorticium niveocremeum (Höhn. & Litsch.) Oberw. ex Jülich 1979
- Sistotrema niveocremeum (Höhn. & Litsch.) Donk 1956
- Thelephora granulosa var. subalbicans Pers. 1801
- Trechispora niveocremea (Höhn. & Litsch.) Park.-Rhodes 1954

Nazwę polską zaproponował Władysław Wojewoda w 2003 r.

## Charakterystyka
Podano występowanie wielozarodnikowca białokremowego w Ameryce Północnej i Europie
Jest to grzyb kortycjoidalny o rozpostartym owocniku. Jest grzybem saprotroficznym rozwijającym się na próchniejącym drewnie. W Polsce notowany na drewnie dębów.
Owocnik bardzo cienki, woskowaty, białokremowy, lekko błyszczący. Hymenofor gładki, system strzępkowy monomityczny. Wszystkie strzępki ze sprzążkami. W hymenium występują cystydy i proste lub przypadkowo rozgałęziające się hyfidy. Podstawki maczugowate z 2–4 lub 4–6 sterygmami, w stanie dojrzałym często z lekko grubościennymi podstawami. Bazydiospory wąsko elipsoidalne lub jajowate do cylindrycznych, nieamyloidalne, acyjanofilne, z jednorodną zawartością i cienką, ale wyraźną ścianą.